# Tnftp
tnftp (antes lukemftp) es un cliente FTP para sistemas operativos tipo Unix. Está basado en el cliente FTP original de BSD, y es el cliente FTP predeterminado incluido con NetBSD, FreeBSD, OpenBSD, DragonFly BSD, Darwin, y MidnightBSD.
Es notable su soporte de completado mediante tabulador del lado del servidor, una característica que el cliente FTP en GNU inetutils carece.